# Journal intime d'une nymphomane
Pour le film de Jesus Franco, voir Le Journal intime d'une nymphomane.
Pour plus de détails, voir Fiche technique et Distribution.
Journal intime d'une nymphomane (titre espagnol : Diario de una ninfómana) est un film franco-espagnol réalisé par Christian Molina, sorti en 2008.

## Synopsis
Histoire basée sur le livre autobiographique de Valérie Tasso. Val a 28 ans. Elle est attirante, a fait des études universitaires et jouit d'une situation financière confortable. C’est aussi une femme très libérée constamment à la recherche de nouvelles expériences pour assouvir sa curiosité sexuelle. Elle couche avec qui elle veut, quand elle veut. Après diverses expériences, le sexe devient sa forme de vie, ce qui la conduira à trouver l’amour et à se prostituer, vivant dans les deux cas des expériences extrêmes.

## Fiche technique
- Titre original : Diario de una ninfómana
- Titre français : Journal intime d'une nymphomane
- Réalisation : Christian Molina
- Scénario : Cuca Canals d'après le livre de Valérie Tasso
- Photographie : Javier Salmones
- Production : Mariví de Villanueva, Carlos Fernández, Julio Fernández et Fernando Monje
- Pays d'origine :  France -  Espagne
- Date de sortie : 2008

## Distribution
- Belén Fabra : Valérie
- Leonardo Sbaraglia : Jaime
- Llum Barrera : Sonia
- Geraldine Chaplin : Marie Tasso
- Ángela Molina : Cristina
- Pedro Gutiérrez : Hassan
- José Chaves : Pedro
- Jorge Yaman : Íñigo
- Antonio Garrido : Giovanni
- Natasha Yarovenko : Mae

## Version française
- Société de doublage : NDE Production
- Direction artistique : Antony Delclève
- Adaptation des dialogues : Frédéric Alameunière
- Enregistrement et mixage :